# Якобінська диктатура
Якобінська диктатура — період найвищого піднесення Великої французької революції, найбільших глибоких перетворень в країні, але водночас і період масових репресій і розправ зі справжніми і вигаданими ворогами республіки.

## Причини якобінської диктатури
Матеріальні передумови Французької революції були зв'язані з розвитком капіталістичного укладу в надрах так званого старого порядку, її рушійні сили були викликані до життя протиріччями, що супроводжували цей процес. Безпосередньою причиною революції стало банкрутство держави, яка виявилася не здатною розплатитися з дивовижними боргами без відмовлення від системи архаїчних привілеїв, заснованої на знатності, родових зв'язках. Безуспішні спроби королівської влади реформувати цю систему збільшили невдоволення дворян падінням їх впливу і зазіханнями на їхні споконвічні привілеї. У пошуках виходу з фінансової кризи, Людовик XVI змушений був піти на скликання Генеральних штатів (5 травня 1789), що не збиралися з 1614. Відмовивши обговорювати деталі, 17 червня депутати проголосили себе Національними зборами, а 23 червня за пропозицією Мірабо відмовилися підкоритися королівському указу про їх розпуск. 9 липня Збори назвали себе Установчим, проголосивши своєю метою вироблення конституційних основ нового політичного порядку. Погроза розгону Установчих зборів викликала повстання в Парижі. 14 липня 1789 була штурмом взята фортеця-в'язниця Бастилія, символ абсолютизму. Цей день вважається датою початку революції.
Після взяття Бастилії по країні прокотилася хвиля «муніципальних революцій», у ході яких створювалися нові виборні органи місцевого управління. Формувалася армія революції — національна гвардія, на чолі якої став Лаффайєт. Спалахнули хвилювання й у селі: селяни палили замки, знищували документи феодального права і сеньйоріальні архіви. Установчі збори на нічному засіданні 4 серпня, названому «ніччю чудес», оголосило про «повне знищення феодального порядку» і скасуванню деяких найбільш одіозних сеньйоральних прав. Інші повинності селян підлягали непосильному для них викупу. Принципи нового цивільного суспільства були закріплені в «Декларації прав людини і громадянина» (26 серпня 1789).
Політичне керівництво країною здійснювалося в той час угрупуванням фейянів. Найбільш знаменитим з так званих «патріотичних товариств» став Якобінський клуб. Через розгалужену мережу філій у провінції він вплинув на політизацію великої частини населення. Небувале значення набула журналістика: «Друг народу» Ж. П. Марата, «Папа Дюшен» Ж. Ебера, «Французький патріот» Ж. П. Бріссо, «Залізні вуста» Н. Бонвіля, «Сільські листки» Ж. А. Черутті й інші газети знайомили читачів зі складною палітрою політичної боротьби.
Король, що зберіг статус глави держави, але, що перебував у Парижі фактично на правах заручника, 21 червня 1791 намагався разом з родиною таємно втекти в австрійські Нідерланди, але був впійманий і затриманий у містечку Варенн. «Вареннська криза» скомпрометувала конституційну монархію. 17 липня на Марсовому полі в Парижі була розстріляна масова маніфестація, яка вимагала зречення Людовіка XVI. Намагаючись врятувати монархію, Збори дозволили королю підписати нарешті прийняту конституцію і, вичерпавши свої повноваження, розійшлися. То ж «Вареннська криза» послужила сигналом до утворення коаліції європейських держав проти революційної Франції.
У нових Законодавчих зборах фейяни були відтиснуті на другий план жирондистами на чолі з Ж. П. Бріссо, П. В. Верньо, Ж. А. Кондорсе. З початку 1792 жирондисти приступили до обговорення мір, що підготовляли відділення церкви від держави. 18 червня і 25 серпня Законодавчі збори скасували викуп феодальних прав, за винятком тих випадків, коли пред'являлися «первісні» документи, що обумовлювали передачу землі визначеними повинностями. З ініціативи жирондистів 20 квітня 1792 Франція оголосила війну Австрії, на стороні якої незабаром виступила Пруссія.
Неминуча для кожної революції розруха, інфляція, ріст дорожнечі викликали усе більший протест сільського і міського населення. Невдачі перших місяців війни породили підозри в зраді. Юрба паризьких санкюлотів 20 червня 1792 ввірвалася в Тюільрійський палац, але так і не домоглася від короля санкції на декрети про висилку священиків, що не присягнули, і про створення в околицях Парижа військового табору для порятунку столиці від австрійської і прусської армій.
У липні Законодавчі збори оголосили батьківщину в небезпеці. У революційну армію пішов потік добровольців. 10 серпня паризькі секції, територіальні низові об'єднання, спираючи на підтримку провінції, очолили повстання. Скинення монархії стало вершиною політичного успіху жирондистів.
21 вересня 1792 законодавча влада перейшла до Конвенту, у який з жирондистами суперничали монтаньяри на чолі з М. Робесп'єром. Прихильники останнього ще в часи Установчих зборів вмощувалися в залі засідань на найвищі лави, за що й одержали прізвисько Гори.
Розпочатий відразу слідом за повстанням 10 серпня 1792 виступ пруссько-австрійських військ викликав новий національний підйом, одночасно спровокувавши чергові чутки про змову в тилу. Масові побиття ув'язнених у паризьких в'язницях на початку вересня 1792 стали провісником прийдешнього терору. 20 вересня під Вальми (на захід від Вердена) французька революційна армія під командуванням генералів Ф. Е. Келлермана і Ш. Ф. Дюмур'є одержала свою першу перемогу. 6 листопада при Жемапе Дюмур'є розбив австрійців і зайняв Бельгію. Однак війна вимагала все нових сил. Заклик в армію 300 тис. чоловік, декретований Конвентом у лютому 1793, викликав невдоволення в ряді департаментів і послужив приводом до початку Вандеї, кровопролитної селянської війни на заході Франції, а також до повстань на південному сході, в Тулоні і Марселеві.[3, 26]

## Завдання якобінської диктатури
В своїх соціально-політичних ідеях якобінці безпосередньо представляли інтереси дрібнобуржуазного стану. В умовах революційного часу з дрібнобуржуазних шарів міста і села безупинно виростало «нова буржуазія». Розпродаж національних благ, важкість в постачанні міст продовольством і спекуляція на продуктах. Її інтереси представляла «права» група Дантона. Звідси прагнення дантоністів в угоді зі старими буржуазними групами. Саме це і стало причиною переходу повноважень до групи Робесп'єра.[2,98]
Період революції з осені 1793 р. до весни 1794 р. відзначався запеклою боротьбою всередині якобінської партії. У серпні-вересні 1793 р. значно зростає політична роль і активність ебертистів.
Ебертисти далеко не представляли собою однорідної групи. Не були схожі один на одного і їхніх вождів. Жак-Рене Ебер користувався великою популярністю, як видавець народної газети «Батько Дюшен», що мав, безсумнівно, величезний політичний вплив. Тираж її швидко виріс з 3 до 12 тис. екземплярів, вона продавалася нарозхват. Комісари Конвенту змушені були іноді передруковувати її на місцях для поширення у військах.
Ебер писав, що «багатій — егоїст, марна істота,… він лопне від сорому чи убогості, вірніше, що ця зачумлена раса зовсім зникне». Він запитував: «Що б з нами було без святої гільйотини»? Нарешті, він давав добру пораду всім республіканцям: вони не повинні визнавати ніякого іншого богослужіння, крім служіння волі і рівності. Його статті кликали на боротьбу за революцію проти багатіїв, спекулянтів і контрреволюційної церкви. Санкюлот бачив у Ебері виразника своїх настроїв, незважаючи навіть на те, що власне кажучи в Ебера не було точної соціальної програми.
Клоотс ще до революції відмовився від свого привілейованого положення, з головою пішовши в політичне життя. А за цими найбільш великими фігурами — вождями ебертизма — стояв ряд інших фігур, менш помітних, але також грали важливу політичну роль. Такий був Моморо, не раз виступав як оратор у революції. До цієї ж групи належали Ронсен і Венсан.
Хоча між вождями ебертизму не було повної єдності в їх політичних й соціальних вимогах, не було єдиної програми, ебертисти являли собою в серпні — вересні 1793 р. велику силу, будучи виразниками настроїв плебейських мас Парижа і провінції.
Важливим опорним пунктом ебертистів був також клуб Кордельєрів, більш демократичний по своєму складі, чим Якобінський клуб, оскільки кордельєри із самого початку установили у своєму клубі дуже низький вступний членський внесок — всього 2 су на місяць. Нарешті, з початку вересня 1793 р., коли заснована була «революційна армія», ебертисти одержали і військову силу, тому що ця армія значною мірою знаходилася під їхнім політичним впливом. «Ебертистський натиск» з кінця літа 1793 р. виражався в різноманітних формах з різних причин.
На ряду з цим ебертисти виражали невдоволення продовольчими кризами і слабкістю боротьби зі спекуляцією, недостатньою турботою уряду про нестатки бідноти. Ебер в одній зі своїх промов заявляв, що «Торговці — чорт їх забери! — не мають батьківщини, що вони під час революції були за дворянство і парламент (верховні суди) тільки для того, щоб самим зайняти місце аристократів»[8, 413]. У бурхливі дні ебертистської демонстрації на вулицях Парижа, на початку вересня 1793 р., Шомет говорив про «відкриттів війні багатих проти бідних». Сприятливий ґрунт для виступів їх була зовнішня небезпека, що підсилилася 2 вересня 1793 р. урядом, опублікувавши звістку про вступ англійців у Тулон.[7, 17]
У серпні і вересня 1793 р. серед  ебертистів виникають проекти, що мають на меті послабити в уряді вплив Робесп'єра й очолюваного їм Комітету суспільного порятунку. Ебер виступає в «Батьку Дюшені» із пропозицією поставити міністрів, цілком підлеглих у цей час Комітету суспільного порятунку, у стан незалежний від Конвенту та його комітетів, а в Якобінському клубі після призначення Конвентом наприкінці серпня Парі, близького до Дантону, на посаду міністра внутрішніх справ, Ебер висуває проект призначення міністрів народом через виборчі збори. Робесп'єру коштувало чималих зусиль домогтися відхилення якобінцями проекту Ебера.
Ебертисти поставили 5 вересня питання про нещадне застосування терору. У результаті руху 5 вересня Конвент виробив ряд заходів щодо посилення боротьби з контрреволюцією. У значній мірі під враженням цього ж руху був декрет «загальний максимум» і посилення влади Комітету суспільного порятунку. Усі ці різноманітні міри мали єдину основну мету: зміцнити революцію, зосередити повноту влади в руках уряду.
«Ебертистський натиск» змінив тактику навіть перед Дантоном. Жорж-Жак Дантон, що остаточно визначилося лише на даному етапі, був великим опортуністом, але разом з тим безумовно великим політичним діячем і видатним організатором. Близький до нього Гара, що займав посаду міністра юстиції, влучно назвав його «грансеньєром санкюлотів».[9, 414]
Інший видний дантоніст — Фабр-д'еглантін був, після падіння монархії, особистим секретарем Дантона і вже тоді заплямував себе продажністю, що відрізняла його і надалі.
Одним з постійних приводів до зіткнень між ебертистами і робесп'єристами з осені 1793 р. — була дехристинізаторська політика, що посилено проводилася ебертистами, зокрема Паризькою комуною.
Боротьба з католицькою церквою диктувалася самою революційною обстановкою і легко переростала в боротьбу з релігією: «хіба не вели представники церкви боротьбу з революцією із самого початку її, хіба не пішла значна частина духівництва проти вимог держави в питаннях церковної організації в ім'я збереження канонічного зв'язку з папою римським? Її навіть „конституційне“ духівництво, що порвало з папою, хіба воно не підтримувало в багатьох випадках федералістський рух? Церковний рух ставав антихристиянським.»[9, 415]
Вже у вересні 1793 р. у Конвенті було поставлене питання про вироблення нового «революційного» календаря. В основу закону про календар, прийнятого Конвентом 24 жовтня 1793 р. і був покладений проект Фабр-д'Еглантина. Календар мав велике революційне значення, і деякі комісари Конвенту, особливо близьких до ебертизму, енергійно насаджували і популяризували його.
Відносини між ебертистами і робесп'єристами стали настільки напруженими, що Робесп'єр оголосив ебертистів агентами іноземних держав, що нібито навмисне насаджують у Франції атеїзм, з метою викликати внутрішні ускладнення. Але справа була не в «атеїзмі»: під зовнішньою оболонкою гучної боротьби навколо питання про «дехристиянізацію» значною мірою ховалася боротьба по питанню про межі нагромадження власності. Робесп'єр не заперечував верховного права держави втручатися у відносини власності. Але різко порушувати ці відносини він аж ніяк не був схильний, як і учитель його Руссо. Тим часом, як ми вже бачили, однієї з керівних ідей Шомета було представлення про непримиренну війну багатіїв проти бідняків в обстановці революції і зв'язаної з нею зовнішньою війною. У ебертистів не було ідеї диктатури трудящих, висунутої згодом Бабефом, але всякого роду зловживанням власністю на шкоду бідноті вони готові були рішуче покласти край і саме користування власністю прагнули ввести в досить вузькі рамки. Недарма в засіданні Якобінського клуба 14 жовтня 1793 р. ебертист Бріше заговорив про те, що можна сміливо страчувати спекулянта фермера, якщо тільки з появою в його селі «революційної армії» з'ясується, що він багатий. Іншими мірами ебертистам здавалося неможливим перебороти злочинні прагнення до порушення максимуму, на проведенні якого жагуче наполягали.[9, 417—418]
На терор Робесп'єр дивився теж трохи інакше, чим Ебер і Шомет. Робесп'єр призивав не послабляти революційної енергії мас і для цього вимагав скасування обов'язкового мотивування наказів про арешти, створених по постанові революційних комітетів, але коли під час суду над жирондистами в засіданні Конвенту, 29 жовтня 1793 р., поставлено було питання про те, що процес затягується нескінченними судовими формальностями, під впливом Робесп'єра було прийнято відносно м'яке рішення: голові суду надано було право припиняти подальший допит свідків після закінчення трьох днів судового розгляду, якщо присяжні заявлять, що справа вже досить ясна для них.
В промові 5 жовтня 1793 р. у Якобінському клубі, Клоотс ніби намітив зі своєї точки зору відповіді на ці питання, поставлені голландськими прихильниками санкюлотів. Франція повинна була, на його думку, бути доведена до колишніх границь Галлії, миру з ворогам без Савойї і Ніцци, Льєжа і Жемаппа немислимо, присікання Галлії з півночі сатрапами з Дунаю — неприпустиме, і, нарешті, неможливо, щоб усупереч колишнім клятвам Монс і Брюссель, Льєж і Майнц не були приєднані до Франції.
8 жовтня 1793 р. Конвентом прийняв, за пропозицією дантоніста Делоє, декрет, що надавав Ост-Індській компанії ліквідуватися — лише під спостереженням уповноважених держав. Такий порядок ліквідації давав компанії можливість ухилитися від частини платежів. Фабр-д'Еглантин вніс виправлення, по якій ліквідація компанії повинна була вироблятися державними агентами, що і було принципово прийняте Конвентом. Остаточний текст декрету був переданий у комісію для редагування. Через три тижні текст цей був представлений секретарю Конвенту Фабр-д'Еглантином і Делоньє і надрукований без перегляду. Пізніше розкрилося, що в текст були внесені виправлення, що відновлювали первісні пропозиції Делоньє, за що він, Шабо, Базир, Жюльєн і Фабр-д'Еглантин одержали від компанії хабар у 500 тис. ліврів.[9, 423]
Восени 1793 р. і на початку зими досягнуті були дуже значні успіхи в боротьбі з зовнішніми ворогами і з внутрішньою контрреволюцією: англійці, австрійці і німці відступали до бельгійської границі і Рейну, іспанці відступали на південь, звільнена була Савойя, вирвані з рук контрреволюціонерів Ліон і Тулон, нанесений ряд серйозних ударів заколотникам у Вандеї. Це поліпшення зовнішнього і внутрішнього становища Франції створювало сприятливу ситуацію для боротьби.
Для боротьби проти ебертистів Демулен використовує античні спогади. Він наводить приклад давньоримського трибуна Друза, що пропонував розподілити між незаможними велику територію і понизити ціну на хліб більше ніж пропонував Тиберій Гракх.
Оскільки політичні і соціальні устремління дантоністів і ебертистів були зовсім непримиренні, боротьба між ними кипіла й у Якобінському клубі в Парижі і на місцях, де політичне життя зосереджувалося знову в клубах. У вересні 1793 р. Ебер на засіданні паризького Якобінського клуба назвав наклепником і боягузом дантоніста Бурдона, що сприяв відстороненню від командування у Вандеї ебертистського генерала Росіньоля. У свою чергу, дантоніст Шабо трохи пізніше обрушився на космополітичне «Послання до батавських патріотів», складене Клоотсом. Ще пізніше Ебер рішуче ополчився в Якобінському клубі на пропозицію, проведену дантоністами Шабо і Тюріо через Конвент, але незабаром скасоване, — про переказ суду членів Конвенту лише після попереднього вислуховування їхніх пояснень самим Конвентом. Він заявив, що вважає «контрреволюціонерами» тих, «хто хоче зрушити революцію назад», слідом за тим він домігся виключення Тюррі з клуба, а на одному з наступних засідань ебертистами була висунута пропозиція про розслідування особливою комісією поводження Шабо. На тім же засіданні (16 листопада) головою клуба обраний був Анахарсіс Клоотс. Ебертисти, таким чином, тимчасово перемогли. Але це продовжувалося тільки до початку грудня, коли сформувався для боротьби з ебертистами блок робесп'єристів і дантоністів. У цей же час Паризька комуна, протиставляючи себе Комітету суспільної безпеки, спробувала влаштувати спільне засідання своєї генеральної ради з революційними комітетами секцій, що було категорично заборонене Конвентом.
Діючи проти ебертистів у союзі з Дантоном, Робесп'єр, природно, змушений був до пори до часу щадити у дантоністів. Підтримка Робесп'єра додавала все більше сміливості Демулену, статті якого здобували все більш контрреволюційний характеру Національного конвенту. «Залишається роздавити усього трохи змій» говорив він, продовжуючи промову, в результаті якої відбулося виключення дантоністів із клуба. Це не було повним розривом Робесп'єра із самим Дантоном, тим більше, що останній враховував посилення натиску з боку ебертистів, неминуче зв'язане з виключенням дантоністів, і вважав доцільним зробити поступку ебертистам підтримавши в Конвенті їхні вимоги про звільнення арештованих Венисана і Ронсена. Демулен був відновлений у званні члена Якобінського клуба після нового втручання Робесп'єра на його користь.
Таке було положення в лютому 1794 р. Робесп'єристи почувала себе,—по вираженню Робесп'єра в одній з його лютневих промов у Конвенті, — між двома партіями, з яких «одна хоче звернути волю у вакханку, інша — у повію». Назрівав розрив Робесп'єра з обома «фракціями».
До кінця 1793 р. кордони були майже в безпеці. Така була основна зовнішньополітична причина падіння ебертистів. У рішучий момент вони не одержали підтримку з боку мас, тому що уряд пішов на поступки і провів ряд мір для полегшення матеріального становища мас. 21 лютого Барер подав на розгляд Конвенту проект нового загального максимуму; 27 лютого був поставлений на обговорення проект нового закону проти скупників; 26 лютого Сен-Жюст висунув у своїй промові план не тільки звільнення неправильно арештованих патріотів, але і розподілу майна, конфіскованого у ворогів революції, між нужденними патріотами.
У ніч з 13 на 14 березня були заарештовані багато хто з вождів і рядових учасників ебертистського руху. Шомета, що змінив свою позицію, поки не торкнули, але Ебер, Ронсен, Венсан, Моморо були арештовані. До них приєднались раніше арештований Анахарсіс Клоотс — його справу хотіли використати, щоб показати зв'язок ебертистів з іноземними агентами. Більшість засуджених зустріли смерть.
У ніч з 30 на 31 березня питання про арешт Дантона обговорювався Комітетами суспільного порятунку і суспільної безпеки. На арешті наполягали Робесп'єр, Сен-Жюст і Білло-Варен. Одночасно з Дантоном, 1 квітня, були заарештовані Каміл Демулен і прихильники Дантона — Філцино і Делакруа.
2—5 квітня з справою Дантона і його однодумців розбирався Революційний трибунал. Страту всіх засуджених провели при величезному скупченні народу, але співчуття їм не виражав ніхто. [9, 430]
Терор, таким чином, продовжувався і поглиблювався; при умовах, що створилися, група Робесп'єра могла втримати свою владу тільки при допомозі терору. Але положення Робесп'єра і його послідовників ставало, незважаючи на розгроми і страту ебертистів і дантоністів, все більш хибким. У рядах якобінців стали намічатися подальші розбіжності, що при новій міжнародної ситуації, і обумовили події влітку 1794 р.

## Наслідки якобінського терору
Волюнтаристська політика Комітету громадського порятунку дозволила врятувати республіку. З кінця вересня 1793 року революційна армія почала здобувати перемоги над першою коаліцією, що відкинули її сили до кордонів країни. Повстання федералістів швидко захлинулося за винятком Тулона, де роялісти захопили контроль над містом і передали його англійцям.
У Вандеї республіканські війська завдали важкої поразки католицькій армії у битві при Шоле. Частина вандейської армії відійшла на північ і спробувала захопити порт Ґранвіль у Котантені. Спроба зайшла в глухий кут, але засвідчила силу й рішучість контрреволюціонерів. Озброєні селянські загони продовжували бродити заходом Франції. Вони отримали назву шуанів. Репресії у Вандеї були жахливими. Від грудня 1793 року до лютого 1794 року уповноважений Жан-Батіст Карр'є звелів стратити у Нанті тисячі людей. Повішення й колективні розстріли мали характер зловісних святкувань. У Анже було страчено близько 2000 жінок. Загони під командуванням Тюро спалювали села й винищували їх жителів, не розбираючись хто із них заколотник.
У всій республіці проводилися заходи по дехристіанізації, спонтанні або започатковані уповноваженими. Статуї, хрести й дзвіниці зносили заради принципу рівності. 5 жовтня 1793 року Зібрання прийняло республіканський календар. Відтоді переслідувалася навіть конституційна церква. Санкюлоти та еберисти встановили культ жертв революції. 10 листопада у Соборі Паризької Богоматері відзначили свято розуму. Після церемонії еберисти пішли до зали Зібрання і влаштували там свято. Робесп'єр, який бачив у ньому тільки маскарад, виступив із протестом і вимогою відновлення порядку.[3, 40]